# João Seymour
Sir João Seymour KE (nascido John Seymour; c. 1474 - 21 de dezembro de 1536) foi um membro da classe alta inglesa e um cortesão da Côrte de Henrique VIII de Inglaterra, sendo mais conhecido por ser o pai da terceira esposa do rei, Jane Seymour.
Ele também era descendente de William Marshall, 1.º Conde de Pembroke.

## Família
Ele era filho de John Seymour (c. 1450-1491) e Elizabeth Darrell. Os seus avós paternos eram John Seymour, Sheriff de Wiltshire (nascido c. 1425) e Elizabeth Coker (nasceu c. 1436). Os seus avós maternos eram Sir George Darrell (nascido c. 1451) e Margaret Stourton, filha de João (nascido em 1433), Barão Stourton de Stourton, Wiltshire, e Margery Wadham.
João era casado com a famosa Margery Wentworth, celebrada na poesia de John Skelton, filha de Henrique Wentworth de Nettlestead, Suffolk, na Inglaterra, e com ela teve nove filhos:
- John Seymour (f. 15 de julho de 1510).
- Edward Seymour, 1.º Duque de Somerset (c. 1506-1552).
- Thomas Seymour, 1.º Barão Seymour de Sudeley (c. 1508-1549).
- Jane Seymour, rainha da Inglaterra (c. 1509-1537).
- Elizabeth Seymour, Marquesa de Winchester (c. 1513-1563).
- Sir Henry Seymour (c. 1514 - 1568).
- Dorothy Seymour
- Anthony Seymour
- Margery Seymour

## Atividades da família e reputação
Eles moravam em Wulfhall, em Wiltshire. Quatro das crianças Seymour alcançaram destaque na corte: Edward, Thomas, Jane e Elizabeth.
Edward Seymour foi brevemente casado com Catharine Fillol, mas John iniciou um namoro com a sua nova nora. Quando foi descoberto, o casamento foi anulado, os seus filhos bastardos declarados, e Catharine foi presa num convento local. O escândalo danificou a reputação da família Seymour por muitos anos depois. Uma proposta de casamento entre Jane Seymour e William Dormer foi rejeitada, por os Dormers estarem envolvidos em escândalos e não terem ascendência nobre.
Jane Seymour, a filha mais velha, foi dama de companhia da primeira esposa de Henrique VIII, Catarina de Aragão e, mais tarde da sua segunda esposa, Ana Bolena.
Henrique VIII ficom em Wulfhall com a Rainha Ana no Verão de 1535, por alguns dias. Mais tarde, ele iniciou um affair com Jane por o seu casamento com Ana ter caído no início de 1536. Foi dito que toda a família Seymour contribuiu para que Ana fosse para o cadafalso, e deixasse a sua filha Isabel deserdada. Esta teoria nunca foi comprovada.
Após Jane se tornar rainha em 30 de maio de 1536, a sua família venceu na vida social, como era merecido a uma família de um monarca. O seu irmão, Edward Seymour, mais tarde foi feito conde e brevemente governou Inglaterra em nome do seu sobrinho Eduardo VI de Inglaterra, em 1547. O seu irmão, Thomas Seymour, foi feito barão e Senhor Alto Almirante; ele fugiu com Catherine Parr, viúva de Henrique VIII, em 1547. Ambos os filhos de Seymour foram decapitados por traição. A filha de João, Elizabeth, foi casada com Gregory Cromwell, filho do Ministro-chefe de Henrique VIII, Thomas Cromwell.
João morreu em 21 de dezembro de 1536.